# Чистый воздух (исследование)
«Чистый воздух» — исследование, проводившееся Национальным управлением по аэронавтике и исследованию космического пространства США (НАСА) в сотрудничестве с Ассоциацией исполнителей ландшафтных работ Америки (Assotiated Landscape Contractors of America, ALCA). Результаты данной работы показали, что некоторые распространенные комнатные растения в комбинации с активированным углем в качестве субстрата способствуют естественной очистке воздуха от ряда токсичных для человека веществ, таких как бензол, формальдегид и трихлорэтилен, помогая нейтрализовать синдром городского жителя.

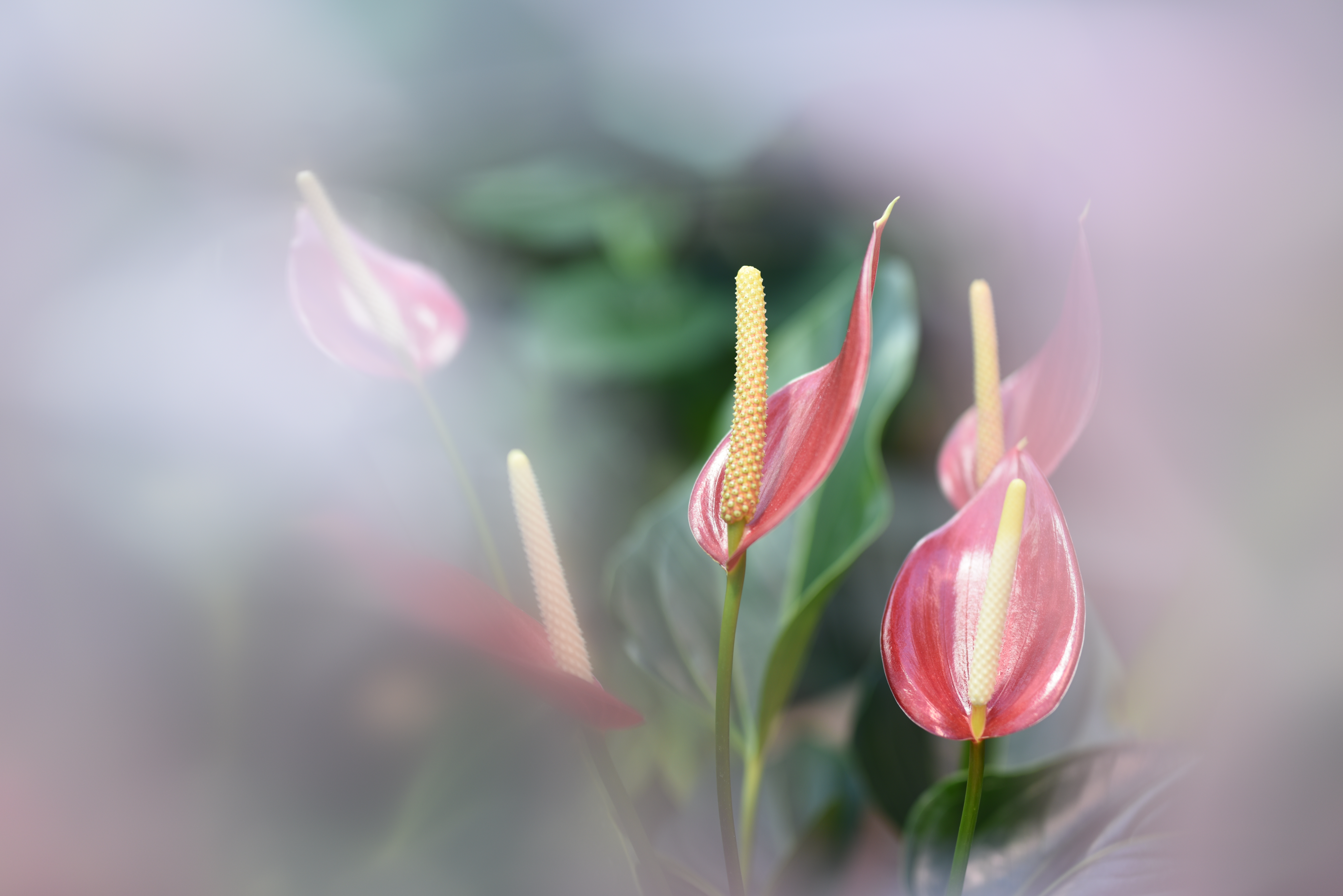
Антуриум Андре, одно из исследованных растений

Первый составленный НАСА список растений, очищающих воздух, был опубликован в 1989 году. Он был нацелен на очистку воздуха в замкнутых условиях космических станций. Растения из первого списка помимо поглощения углекислого газа и выделения кислорода (общее свойство всех растений, связанное с газообменом при фотосинтезе) ликвидировали также значительное количество бензола, формальдегида и трихлорэтилена. Второй и третий списки были сформированы позднее Б. С. Вулвертоном в книге и статье. В них приводится информация о растениях, ликвидирующих из воздуха более специфические химические вещества.
Исследователи НАСА предполагают, что эффективная очистка воздуха может быть осуществлена с помощью по меньшей мере одного растения на 100 футов² (примерно 9,29 метров²) дома или офисного помещения. В первоначальном исследовании рассматривается только растения, выращенные на гидропонике (то есть без почвы), в более поздних исследованиях было показано, что микроорганизмы в почвенной смеси в горшке способны удалять из воздуха бензол. Бензол способны также удалять определённые виды растений.
Большинство растений из списка происходят из тропиков или субтропиков. Из-за их способности эффективно расти при сниженной инсоляции, строение их листьев позволяет им фотосинтезировать в условиях помещений.

## Схема фильтрации воздуха растениями
| Растение, удаляет:                                           | Бензол | Всего µg/ч Бензола | Формальдегид | Total µg/ч of formaldehyde removed | Трихлорэтилен | Total µg/h of trichloroethylene removed | Ксилолы и Толуол | Аммиак | Безопасность для собак и кошек |
| ------------------------------------------------------------ | ------ | ------------------ | ------------ | ---------------------------------- | ------------- | --------------------------------------- | ---------------- | ------ | ------------------------------ |
| Финик Робелена                                               | Нет    |                    | Да           | 1385                               | Нет           |                                         | Да               | Нет    | Не токсичен                    |
| Дипсис желтоватый                                            | Нет    |                    | Да           |                                    | Нет           |                                         | Да               | Нет    | Не токсичен                    |
| Нефролепис возвышенный (Nephrolepis exaltata 'Bostoniensis') | Нет    |                    | Да           | 1863                               | Нет           |                                         | Да               | Нет    | Не токсичен                    |
| Нефролепис облиерата (Nephrolepis obliterata)                | Нет    |                    | Да           | 1328                               | Нет           |                                         | Да               | Нет    | Не токсичен                    |
| Плющ вьющийся (Hedera helix)                                 | Да     | 579                | Да           | 402 −1120                          | Да            | 298                                     | Да               | Нет    | Токсичен                       |
| Хлорофитум хохлатый (Chlorophytum comosum)                   | Нет    |                    | Да           | 560                                | Нет           |                                         | Да               | Нет    | Не токсичен                    |
| Эпипремнум золотистый, Pothos plant (Epipremnum aureum)      | Да     |                    | Да           |                                    | Нет           |                                         | Да               | Нет    | Токсичен                       |
| Спатифиллюм Мауна Лоа (Spathiphyllum 'Mauna Loa')            | Да     | 1725               | Да           | 674                                | Да            | 1128                                    | Да               | Да     | Токсичен                       |
| Антуриум Андре (Anthurium andraeanum)                        | Нет    |                    | Да           |                                    | Нет           |                                         | Да               | Да     | Токсичен                       |
| Аглаонема умеренная (Aglaonema modestum)                     | Да     | 604                | Да           | 183                                | Нет           |                                         | Нет              | Нет    | Токсичен                       |
| Хамедорея зейфрица (Chamaedorea seifrizii)                   | Да     | 1420               | Да           | 3196                               | Да            | 688                                     | Да               | Нет    | Не токсичен                    |
| Сансевиерия трёхполосная, (Sansevieria trifasciata)          | Да     | 1196               | Да           | 1304                               | Да            | 405                                     | Да               | Нет    | Токсичен                       |
| Филодендрон сердцевидный (Philodendron cordatum)             | Нет    |                    | Да           | 353                                | Нет           |                                         | Нет              | Нет    | Токсичен                       |
| Филодендрон двоякоперистый (Philodendron bipinnatifidum)     | Нет    |                    | Да           | 361                                | Нет           |                                         | Нет              | Нет    | Токсичен                       |
| Филодендрон домашний (Philodendron domesticum)               | Нет    |                    | Да           | 416                                | Нет           |                                         | Нет              | Нет    | Токсичен                       |
| Драцена окаймлённая (Dracaena marginata)                     | Да     | 1264               | Да           | 853                                | Да            | 1137                                    | Да               | Нет    | Токсичен                       |
| Драцена душистая (Dracaena fragrans)                         | Да     |                    | Да           | 938                                | Да            | 421                                     | Нет              | Нет    | Токсичен                       |
| Фикус бенджамина (Ficus benjamina)                           | Нет    |                    | Да           | 940                                | Нет           |                                         | Да               | Нет    | Токсичен                       |
| Гербера Джеймсона (Gerbera jamesonii)                        | Да     | 4486               | Да           |                                    | Да            | 1622                                    | Нет              | Нет    | Не токсичен                    |
| Хризантема садовая (Chrysanthemum morifolium)                | Да     | 3205               | Да           | 1450                               | Да            |                                         | Да               | Да     | Токсичен                       |
| Фикус каучуконосный (Ficus elastica)                         | Нет    |                    | Да           |                                    | Нет           |                                         | Нет              | Нет    | Токсичен                       |
| Дендробиум (Dendrobium spp.)                                 | Нет    |                    | Нет          |                                    | Нет           |                                         | Да               | Нет    | Не токсичен                    |
| Диффенбахия (Dieffenbachia spp.)                             | Нет    |                    | Нет          |                                    | Нет           |                                         | Да               | Нет    | Токсичен                       |
| Хомаломена Уоллиса (Homalomena wallisii)                     | Нет    |                    | Нет          |                                    | Нет           |                                         | Да               | Нет    | Токсичен                       |
| Фаленопсис (Phalaenopsis spp.)                               | Нет    |                    | Нет          |                                    | Нет           |                                         | Да               | Нет    | Не токсичен                    |
| Алоэ вера (Aloe vera)                                        | Да     |                    | Да           | 65                                 | Нет           |                                         | Нет              | Нет    | Токсичен                       |
| Драцена Джанет Крейг (Dracaena deremensis «Janet Craig»)     | Да     | 1082               | Да           | 1361 — 2037                        | Да            | 764                                     | Нет              | Нет    | Токсичен                       |
| Драцена Варнески (Dracaena deremensis «Warneckei»)           | Да     | 1630               | Да           | 760                                | Да            | 573                                     | Нет              | Нет    | Токсичен                       |
| Банан (Musa Oriana)                                          | Нет    |                    | Да           | 488                                | Нет           |                                         | Нет              | Нет    | Не токсичен                    |